# Vitor Gabriel
Vitor Gabriel Claudino Rego Ferreira, noto semplicemente come Vitor Gabriel (Rio de Janeiro, 20 gennaio 2000), è un calciatore brasiliano, attaccante del Gangwon.

## Carriera
Cresciuto nel settore giovanile del Flamengo, debutta in prima squadra il 18 gennaio 2018 in occasione dell'incontro del Campionato Carioca vinto 2-0 contro il Volta Redonda; l'anno seguente esordisce anche in Série A giocando il secondo tempo della sfida vinta 2-1 contro il Fortaleza.
Il 31 gennaio 2020 viene ceduto in prestito al Braga per una stagione e mezza con opzione; assegnato alla squadra B, colleziona 31 presenze in terza divisione realizzando 11 reti.
Scaduto il prestito, nel 2021 fa ritorno al Flamengo dove viene promosso definitivamente in prima squadra.

## Statistiche
Statistiche aggiornate al 17 novembre 2021.

### Presenze e reti nei club
| Stagione        | Squadra         | Campionato      | Campionato | Campionato | Coppe nazionali | Coppe nazionali | Coppe nazionali | Coppe continentali | Coppe continentali | Coppe continentali | Altre coppe | Altre coppe | Altre coppe | Totale | Totale | Totale |
| Stagione        | Squadra         | Comp            | Pres       | Reti       | Comp            | Pres            | Reti            | Comp               | Pres               | Reti               | Comp        | Pres        | Reti        | Pres   | Reti   |        |
| --------------- | --------------- | --------------- | ---------- | ---------- | --------------- | --------------- | --------------- | ------------------ | ------------------ | ------------------ | ----------- | ----------- | ----------- | ------ | ------ | ------ |
| 2018            | Flamengo        | A/RJ+A          | 2+0        | 0          | CB              | 0               | 0               |                    | -                  | -                  |             | -           | -           | 2      | 0      |        |
| 2019            | Flamengo        | A/RJ+A          | 6+1        | 0          | CB              | 0               | 0               | CL                 | 0                  | 0                  |             | -           | -           | 7      | 0      |        |
| 2020            | Flamengo        | A/RJ+A          | 3+0        | 0          | CB              | 0               | 0               |                    | -                  | -                  |             | -           | -           | 3      | 0      |        |
| gen.-giu. 2020  | Braga B         | CdP             | 5          | 0          |                 | -               | -               |                    | -                  | -                  |             | -           | -           | 5      | 0      |        |
| 2020-2021       | Braga B         | CdP             | 26         | 11         |                 | -               | -               |                    | -                  | -                  |             | -           | -           | 26     | 11     |        |
| 2021            | Flamengo        | A/RJ+A          | 0+5        | 0          | CB              | 1               | 0               | CL                 | 0                  | 0                  |             | -           | -           | 6      | 0      |        |
| Totale carriera | Totale carriera | Totale carriera | 48         | 11         |                 | 1               | 0               |                    | 0                  | 0                  |             | -           | -           | 49     | 11     |        |

## Palmarès

### Club

#### Competizioni nazionali
- Campionato brasiliano: 2

Flamengo: 2019, 2020

#### Competizioni internazionali
- Coppa Libertadores: 1

Flamengo: 2019